# شهرستان انگورونگورو

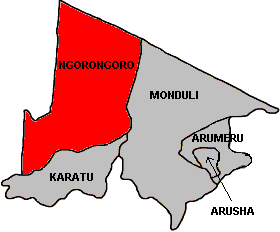
شهرستان‌های تابعه استان آروشا

شهرستان انگورونگورو یکی از شهرستان‌های پنجگانه تابع استان آروشا در کشور تانزانیا می‌باشد.
مراکز اداری این شهرستان، از جمله دفتر کمیسری این شهرستان در روستای لولیندو واقع شده است.

## جغرافیا
این شهرستان از شمال با کشور کنیا و از شرق با شهرستان ماندولی از جنوب با شهرستان کاراتو و از غرب با استان مارا هم‌مرز می‌باشد.
در داخل این شهرستان یک کوه آتشفشان فعال بنام آل دوینیو لنگای وجود دارد.

## جمعیت
بر پایه نتایج سرشماری عمومی نفوس و مسکن که در سال ۲۰۰۲ توسط دولت تانزانیا انجام شد جمعیت این شهرستان بالغ بر ۱۲۹۷۷۶ نفر اعلام شده‌است.

## تقسیمات
این شهرستان به سه قسمت تقسیم شده است.
- انگورونگور
- لولیندو
- سیل

## بخش‌ها
این شهرستان به لحاظ اداری به ۱۴ بخش تقسیم شده است.
- آرش (تانزانیا)
- دیگودیگو
- اندولنی
- کاکسیو
- مالامبو
- ناینوکانوکا
- نایوبی (تانزانیا)
- آلبالبال
- اولدونیو سامبو
- اورگوسورک
- انگورونگورو
- پینی‌اینی
- سیل
- سوایت سامبو

## مردم
عمده‌ترین گروه قومیتی که در این شهرستان وجود دارد قوم ماسای می‌باشد.